# Kwestionariusz

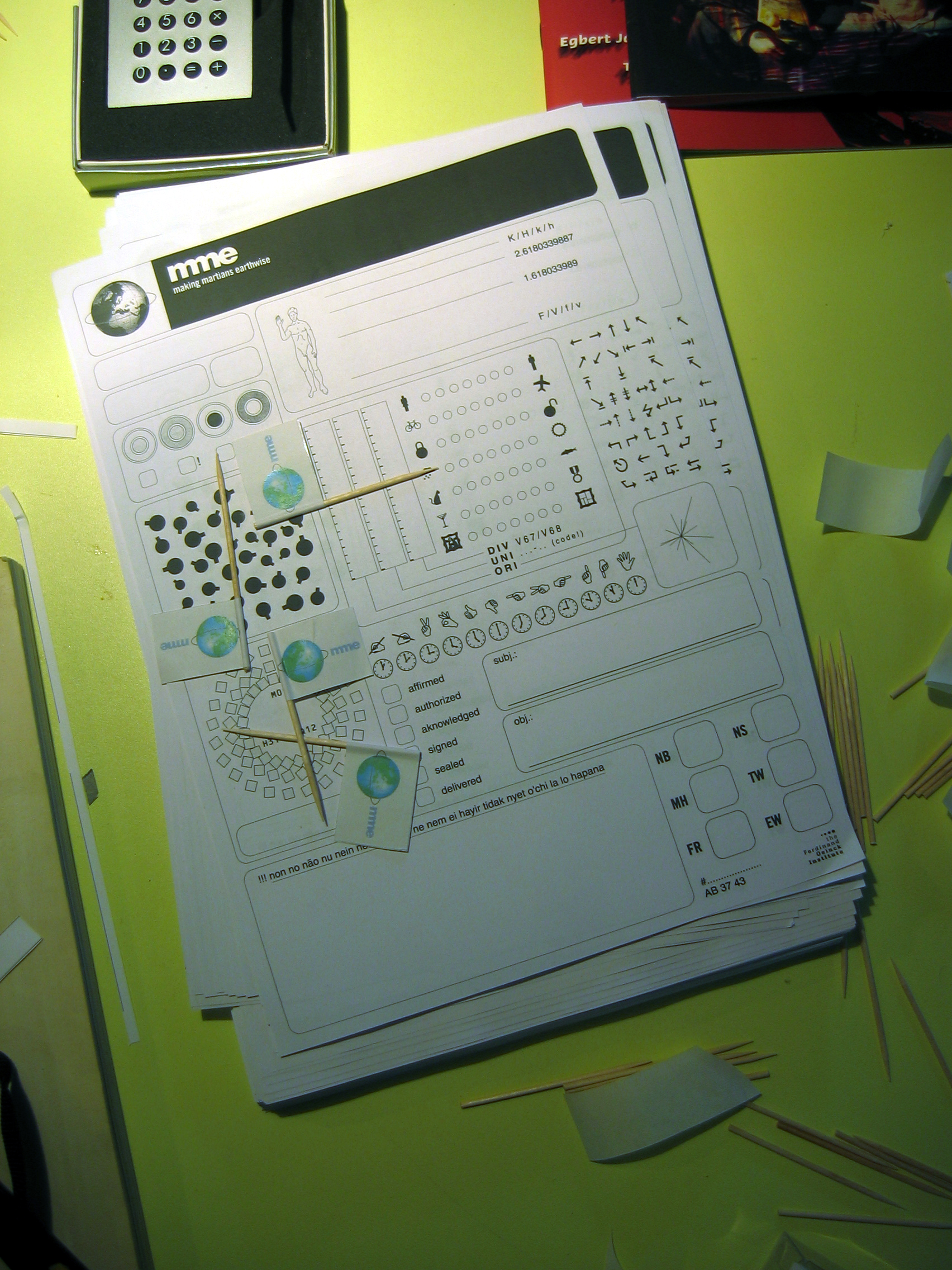
Kwestionariusz ankiety

Kwestionariusz – jedno z narzędzi badawczych w naukach społecznych.
Rozróżnia się kwestionariusz ankiety i kwestionariusz wywiadu. Pierwszy jest przekazywany respondentowi do uzupełnienia; drugi służy ankieterowi jako plan zadawanych pytań i uzupełniany jest przez niego. Zależnie od zaleceń metodologicznych możliwa jest większa lub mniejsza ingerencja ankietera w treść prezentowanych pytań efekt ankieterski.

## Metoda konstruowania kwestionariusza wywiadu i ankiety
- Czynniki istotne przy formułowaniu kwestionariusza
  - temat badania, tzn. co, jakie zjawiska będą przedmiotem badania
  - cel badania, tzn. wyjaśnienie, po co chcemy badać dane zjawisko, co chcemy osiągnąć
  - zakres badania
    - populacja
    - określenie geograficznego zakresu badań (zawiera się w populacji)

  - sposób doboru próby badawczej
  - forma pomiaru, tzn. w jaki sposób będziemy mierzyć poziom badanych zjawisk (skala, mierniki) itp.)
  - hipotezy, które poddajemy weryfikacji

Kwestionariusz ankiety, kwestionariusz wywiadu to narzędzie badawcze. Składa się z:
- wstępu
  - tematu badania
  - informacji o instytucji prowadzącej badania
  - wyjaśnienia celu badania dla respondenta
  - zachęty do wypełnienia kwestionariusza (dot. tylko ankiety) i udzielania wyczerpujących i prawdziwych odpowiedzi
  - pytań rekrutacyjnych (opcjonalnie)
  - instrukcji wypełniania kwestionariusza
- pytań
- metryczki

Wychodzimy od zestawu pytań, na które chcemy uzyskać odpowiedzi, formułujemy hipotezy badawcze, wybieramy metodę badawczą (także kwestionariusz ankiety), konstruujemy narzędzia, przeprowadzamy sondaż w celu sprawdzenia i weryfikacji narzędzi badawczych, weryfikujemy narzędzia, przeprowadzamy właściwe badanie, opracowujemy wyniki badań statystycznie i merytorycznie, dokonujemy weryfikacja hipotez sformułowanych na początku, formułujemy wnioski z określoną pewnością, podejmujemy ocenę i decyzję o ewentualnym badaniu porównawczym badanie panelowe.
Wskazówki do konstruowania kwestionariusza:
- układ pytań musi tworzyć logiczny ciąg (bloki tematyczne)
- przechodzimy od pytań ogólnych do szczegółowych
- trudne pytania umieszczamy w środku kwestionariusza; te wymagające mniej zastanowienia na początku i na końcu
- pytania nie mogą się powtarzać (z wyjątkiem tych, które są pytaniami kontrolnymi)
- pytania muszą wynikać z podjętej problematyki badawczej i zasad budowy kwestionariusza
- pytania powinny być przystępne i zrozumiałe dla każdego respondenta
- znaczenie pytania musi być takie samo dla pytającego, jak i respondenta
- każde pytanie może się odnosić tylko do jednego zagadnienia
- pytania muszą być neutralne – nie mogą sugerować odpowiedzi
- pytania muszą być jednoznaczne
- pytania muszą dawać możliwość udzielenia wyczerpującej odpowiedzi
- nie możemy umieszczać pytań, które mogą stwarzać możliwość do udzielenia nieszczerych odpowiedzi
- należy unikać pytań drażliwych i na tematy osobiste
- najważniejsze przy opracowaniu kwestionariusza jest umieszczenie dokładnej instrukcji udzielania odpowiedzi

W przypadku ankiety internetowej istnieje możliwość takiej jej konstrukcji, by przeprowadzający ankietę nie otrzymywał danych dotyczących konkretnych osób, lecz wynik statystycznego przekształcenie tych danych (np. do podanej przez badanego wartości system dodaje jakąś losowo wygenerowaną liczbę). Pozwala to uniknąć nieszczerych odpowiedzi w przypadku tematów drażliwych lub na tematy osobiste.

## Najczęstsze błędy pojawiające się przy konstruowaniu kwestionariusza
- fałszywe założenie znawstwa
- pytania wzajemnie sprzeczne
- pytania sugerujące
- pytania niejednoznaczne
- niedostosowane (np. kulturowo)